# Котані Мікако
Котані Мікако (30 серпня 1966) — японська синхронна плавчиня.
Призерка Олімпійських Ігор 1988 року, учасниця 1992 року.
Призерка Чемпіонату світу з водних видів спорту 1986, 1991 років.
Призерка Кубку світу з плавання 1985, 1987, 1989 років.
Переможниця Пантихоокеанського чемпіонату з плавання 1985, 1987 років.